# Hydroptila remita
Hydroptila remita är en nattsländeart som beskrevs av Blickle och Morse 1954. Hydroptila remita ingår i släktet Hydroptila och familjen smånattsländor. Inga underarter finns listade i Catalogue of Life.